# September 5
September 5 (bra: Setembro 5; prt: O Atentado de 5 de Setembro) é um filme de suspense e drama histórico de 2024 dirigido, coproduzido e coescrito por Tim Fehlbaum. Estrelado por Peter Sarsgaard, John Magaro, Ben Chaplin e Leonie Benesch, o filme narra o massacre de Munique de 1972 da perspectiva da equipe da ABC Sports e sua cobertura dos eventos.
O filme estreou no 81º Festival Internacional de Cinema de Veneza em 29 de agosto de 2024 e foi lançado em cinemas selecionados nos Estados Unidos pela Paramount Pictures e Republic Pictures em 13 de dezembro de 2024 e expandido amplamente em 17 de janeiro de 2025.  Recebeu críticas positivas dos críticos por sua direção, roteiro e performances, e recebeu uma indicação de melhor filme dramático no 82º Globo de Ouro, entre outros elogios.

## Elenco
- Peter Sarsgaard como Roone Arledge, o presidente da ABC Sports
- John Magaro como Geoffrey Mason, o chefe da sala de controle em Munique
- Ben Chaplin como Marvin Bader, o chefe de operações da ABC Sports
- Leonie Benesch como Marianne Gebhardt, tradutora da tripulação que conseguia entender alemão e hebraico
- Zinedine Soualem como Jacques Lesgards
- Georgina Rich como Gladys Deist
- Corey Johnson como Hank Hanson
- Marcus Rutherford como Carter Jeffrey
- Daniel Adeosun como Gary Slaughter
- Benjamin Walker como Peter Jennings, repórter
- Rony Herman como David Mark Berger, levantador de peso americano/israelense que é feito refém

Além disso, os âncoras da ABC Jim McKay e Jennings aparecem por meio de imagens de arquivo do Wide World of Sports.

## Produção
September 5 faz uso extensivo de imagens de arquivo da cobertura da ABC das Olimpíadas de Verão de 1972 e da crise dos reféns. Fehlbaum e sua equipe passaram meses pesquisando os eventos e trabalharam com uma equipe de design de produção para criar uma réplica autêntica da instalação de transmissão usada pela ABC Sports naquele dia.

## Lançamento
O filme estreou em 29 de agosto de 2024, como filme de abertura no 81º Festival Internacional de Cinema de Veneza na seção Orizzonti Extra. Poucos dias antes de ser anunciado como parte da lista de Veneza, a Paramount Pictures ' Republic Pictures adquiriu os direitos de vendas mundiais fora da Alemanha, Áustria e Suíça para o filme. Após uma resposta extremamente positiva em Veneza e Telluride, a Paramount decidiu que era melhor manter o filme com eles, com o estúdio principal optando por adquirir oficialmente os direitos de distribuição. Scott Feinberg do The Hollywood Reporter especulou que o Festival Internacional de Cinema de Toronto rejeitou o filme "ostensivamente porque poderia gerar controvérsia relacionada ao conflito israelense-palestino ", apesar de exibir o documentário Russians at War, cujo retrato da invasão russa da Ucrânia "resultou em protestos de tal escala que o festival acabou retirando o filme."
Foi destaque na seção Limelight do 54º Festival Internacional de Cinema de Roterdã, com exibição prevista para fevereiro de 2025.
Originalmente programando um lançamento amplo em 27 de novembro de 2024, a Paramount posteriormente mudou para um lançamento limitado nos cinemas em 29 de novembro, expandindo amplamente duas semanas depois, em 13 de dezembro. Foi mudado novamente para um lançamento limitado em 13 de dezembro de 2024, antes de expandir amplamente em 17 de janeiro de 2025. No Brasil, tem previsão de lançamento em 30 de janeiro de 2025.